# Могами (род)
Род Могами (яп. 最上氏) — японский самурайский род.

## История
Клан Могами (最上氏) являлся ветвью клана Асикага. В период Сэнгоку род Могами правил в качестве даймё в провинции Дэва на севере острова Хонсю (сейчас — префектуры Ямагата и Акита).
Клан Могами происходил из клана Сиба, который был частью клана Асикага. В 1354 году Сиба Иканэ (斯波家兼) получил приказ от сёгуна Асикага Такаудзи выступить против Южного императорского двора (南朝) в район Осю (奥羽) в регионе Тохоку (северная часть острова Хонсю).
В 1356 году Сиба Иканэ отправил своего сына Сиба Канэёри (斯波兼頼) в провинцию Ямагата для борьбы против северной императорской династии. Около 1360 года Сиба Канэёри основал замок Ямагата, а в 1367 году одержал победу над сторонниками Южного императорского двора. После этого он поселился там и принял новую фамилию «Могами» от названия города в провинции Дэва. Он стал родоначальником клана Могами. Клан Могами расширил свои владения в провинции Дэва, предоставляя сыновьям главы клана новые уделы. Потомки сыновей даймё стали главными вассалами клана Могами и доминировали в провинции Дэва с помощью своих семейных связей.
При Могами Мицуиэ (最上 満家) власть клана Могами в провинции Дэва стала ослабевать. Даймё Могами Ёсисада (最上 義定) в 1514 году потерпел неудачу в войне с Датэ Танэмунэ (1488—1565) из провинции Муцу. После длительных войн на севере клан Могами вынужден был признать главенство клана Датэ. После смерти Ёсисады в 1522 году главой клана стал малолетний Могами Ёсимори (1521—1590).
В 1542 году разгорелась война между Датэ Танэмунэ и его сыном Датэ Харумунэ. Могами Ёсимори воспользовался сложной политической обстановкой в клане Датэ и вышел из под протектората Датэ, вновь объявив суверенитет семьи Могами.
В 1570 году после отставки Датэ Ёсимори главой клана Могами стал его старший сын Могами Ёсиаки (1546—1614). Могами Ёсиаки одержал множество побед над даймё соседних провинций и существенно расширил земельные владения клана Могами. Могами Ёсиаки считается одним из крупных военачальников периода Сэнгоку. В 1590 году он присоединился к армии Тоётоми Хидэёси и участвовал в осаде замка Одавара. В награду Тоётоми Хидэёси пожаловал роду Могами еще ряд уездов с доходом около 200 000 коку. Таким образом, совокупный доход рода Могами составил 330000 коку риса.
В 1600 году Могами Ёсиаки поддержал Токугава Иэясу и выступил против Уэсуги Кагэкацу, разорив владения клана Уэсуги в области Сёнай. После победы Токугава Иэясу в битве при Сэкигахаре ленный домен Могами Ёсиаки (Ямагата-хан) в провинции Дэва был значительно расширен и стал давать доход в 520 000 коку. Это сделало Ямагата-хан пятым по величине ханом (княжеством) в Японии, за исключением территории, принадлежавшей сёгунам из рода Токугава.
Могами Ёсиаки успешно справился с наводнениями на реке Могами. На реке было организовано безопасное судоходство, а также за счет орошения речными водами были повышены рисовые сборы. Он также реконструировал и расширил замок Ямагата и город вокруг него.
В 1614 году 68-летний Могами Ёсиаки скончался в замке Ямагата. Ему наследовал второй сын Могами Иэтика (1582—1617), который стал 2-м даймё Ямагата-хана (1614—1617). В 1617 году Иэтике наследовал его единственный сын Могами Ёситоси (1605—1632), который стал последним (3-й) даймё Ямагата-хана из клана Могами (1617—1622). В 1622 году из-за внутренней борьбы за контроль над кланом сёгунат Токугава конфисковал у клана Могами Ямагата-хан. Могами Ёситоси был переведен в Омори-хан в провинции Оми с доходом 10 000 коку.